# 大沢弘
大沢 弘（おおさわ ひろし、1926年 - ？）は、日本の建築家。逓信技師・日本電信電話公社の建築担当として活動。東京都出身。
1948年東京大学卒業後、逓信省営繕部を経て日本電信電話公社建築部に。大手町電電ビル別館で、1969年 日本建築学会賞（作品）受賞。他の代表作に自邸、1990年竣工の立正佼成会神戸教会（監修）1973年竣工の東京データ通信専用局舎など。
著書に、『建築家のスケッチ集』（1977年 日本建築学会）など。